# That's My Bush!
That's My Bush! is een Amerikaanse comedyserie uit 2001, die bedacht werd door Trey Parker en Matt Stone, de makers van South Park.
De serie draait om het fictieve privéleven van de Amerikaanse president George W. Bush, met wie hoofdrolspeler Timothy Bottoms een opvallende gelijkenis vertoont. Het programma is deels een satire op de Amerikaanse politiek, maar vooral een parodie op Amerikaanse sitcoms.
Omdat de kosten per aflevering (zo'n $ 700.000) te hoog uitvielen, werd de show stopgezet na slechts acht afleveringen. In Nederland werd de serie voor het eerst uitgezonden op Canal+. Tussen 7 mei en 31 augustus 2007 werd de serie herhaald door Comedy Central, net als in de eerste plaats in Amerika, het land van herkomst. Daarvoor heeft Net5 het nog een tijdje uitgezonden.

## Concept
In de serie wordt het privéleven van president Bush flink op de hak genomen. George W. begaat diverse stommiteiten in en rond het Witte Huis en men steekt de draak met gevoelige politieke kwesties zoals het recht op abortus en de doodstraf.

## Cast
| Personage          | Acteur             |
| ------------------ | ------------------ |
| George W. Bush     | Timothy Bottoms    |
| Laura Bush         | Carrie Quinn Dolin |
| Karl Rove          | Kurt Fuller        |
| Maggie Hawley      | Marcia Wallace     |
| Princess Stevenson | Kristen Miller     |
| Larry O'Shea       | John D'Aquino      |

## Afleveringen
| # | Titel                          | Uitzenddatum  |
| - | ------------------------------ | ------------- |
| 1 | An Aborted Dinner Date         | 4 april 2001  |
| 2 | A Poorly Executed Plan         | 11 april 2001 |
| 3 | Eenie Meenie Miney Murder      | 18 april 2001 |
| 4 | S.D.I. Aye-Aye!"               | 25 april 2001 |
| 5 | The First Lady's Persqueeter   | 2 mei 2001    |
| 6 | Mom "E" D. E. A. Arrest        | 9 mei 2001    |
| 7 | Trapped in a Small Environment | 16 mei 2001   |
| 8 | Fare Thee Welfare              | 23 mei 2001   |